# Yecuana
Jekuana, Yecuana (Mayongong, Maiongong, Maiongkong, Maiongom, Iekuana, Yékuana, Yekwana, Yekuana), jedna od dviju glavnih skupina Maquiritare Indijanaca naseljenih u brazilskoj državi Roraima i susjednoj Venezueli, poglavito uz rijeku Ventuari, danas na rezervatu Terra Indígena Yanomami (općine Rio Auaris i Rio Uraricoera), gdje ih ima oko 430. Yecuane se po dijalektu malo razlikuju od njihovih srodnika Decuana. Yecuane su  'ljudi odozgor ' za razliku od Decuana, ili  ' ljudi odozdol' , a prema Gheerbrantu, kako mu je objasnio informant iz plemena Decuana, Katir, ove dvije skupine bile su dugo u ratu, u vrijeme dok još nisu dobili eskopete, te su se tukli strijelama i kijačama. Razlika u dijalektu je po Katiru u tome što su Decuane govorili na d, a Yecuane na j (y). Prema Gheerbrantu Yekuane su osim crvenog pojasa gvajako nosili još jedino ukrase i steznike oko članaka te bojili tijelo crvenim arabeskama. Od oružja nosili su lukove i strijele, puhaljke i koplja duga 3 do 4 metra. Uz lov i ribolov u koji su išli s lukovima i dugim strijelama, uzgajali su i banane i manioku iz mojih su proizvodili razna opojna pića. U prehranu Yecuana ulazili su uz majmune i drugu divljač rep od krokodila, riba i razna opojna pića.
Brat Francisco, pripadnik Male braće Isusove, reda koji je želio osnovati Charles de Foucauld, napisao je dnevnik o boravku među Yecuanama (Jekuanama). Godine 1958. krenula je europska znanstvena ekspedicija u Venezuelu zbog istraživanja prilika među tamošnjim indijanskim plemenima. Poglavar Foucauldova reda dobio je poziv da u taj pothvat uključi i nekoliko svojih redovnika i redovnica. Na Orinoku i njegovim pritocima živjele su male, civilizacijom još nedirnute indijanske zajednice. Brat Francisco šest godina boravio u maloj indijanskoj zajednici Jekuana. Kroz njegov dnevnik razaznaje se Franciscovo postupno postupno upoznavanje s jekuanskim običajima, kulturom, duhovnim životom, ali i sazrijevanje njegova ljudskog poštovanja prema ovim jednostavnim, sposobnim i moralnim ljudima. Franciscov dnevnik preveden je na hrvatski jezik.